# Thyridanthrax shibanovae
Thyridanthrax shibanovae är en tvåvingeart som beskrevs av Zaitzev 1998. Thyridanthrax shibanovae ingår i släktet Thyridanthrax och familjen svävflugor. Inga underarter finns listade i Catalogue of Life.